# Bataille de Landévant
Ne doit pas être confondu avec Bataille de Landévant et Mendon.
Chouannerie
Batailles
La bataille de Landévant se déroule le 29 juin 1795, au cours de l'expédition de Quiberon, pendant la Chouannerie. Elle s'achève par la victoire des républicains qui reprennent le bourg de Landévant aux chouans.

## Prélude
Le 28 juin 1795, au lendemain du débarquement des forces émigrées, trois divisions chouannes se mettent en mouvement depuis Carnac : Vincent de Tinténiac occupe Landévant, tandis que Jacques Le Prestre de Vauban s'installe à Locoal-Mendon et que Paul du Bois-Berthelot investit Auray,. D'après les mémoires de Joseph de Puisaye, la division de Vauban compte alors 4 000 hommes, tandis que celles de Tinténiac et Bois-Berthelot sont chacune fortes de 2 500 hommes,. Cependant, malgré les ordres de Puisaye, elles ne reçoivent aucun renfort de la part des émigrés,. 

## Déroulement
Le 29 juin, sur ordre du général Chabot, le général Josnet de Laviolais lance depuis Hennebont une attaque sur le bourg de Landévant avec 2 500 hommes,.
Dans ses mémoires, Puisaye affirme que « Tinténiac obtint encore un avantage sur l'ennemi qui étoit venu l'attaquer à Landévan ». De fait, il abandonne le bourg de Landévant et se replie sur Langombrach, à 3 kilomètres au sud, un village de la commune de Landaul entourés de bois propices à une diversion en cas d'une nouvelle attaque républicaine. 
Le lendemain, Josnet quitte Landévant et reprend sans combattre la ville d'Auray, abandonnée par les troupes de Paul du Bois-Berthelot,.

## Pertes
Les pertes du combat ne sont pas connues. Dans ses mémoires, Joseph de Puisaye écrit seulement que « cette affaire nous donna six prisonniers, à qui Tinteniac laissa le choix de retourner dans leur pays, ou de servir avec les Royalistes. Ils prirent le dernier parti ».